# كريس وليامز
كريس وليامز (بالإنجليزية: Chris Williams)‏ (و. 1967 – م) هو ممثل، وممثل صوت، وممثل تلفزيوني، من الولايات المتحدة الأمريكية، ولد في تاريتاون.

## التعليم
تعلم في جامعة جورجتاون.

## وصلات خارجية
- كريس وليامز على موقع IMDb (الإنجليزية)
- كريس وليامز على موقع ألو سيني (الفرنسية)
- كريس وليامز على موقع أول موفي (الإنجليزية)
- كريس وليامز على موقع قاعدة بيانات الأفلام السويدية (السويدية)
- كريس وليامز على موقع قاعدة بيانات الفيلم (الإنجليزية)
- كريس وليامز على موقع كينوبويسك (الروسية)